# Ókígyósi Gazdasági Vasút
Az Ókígyósi Gazdasági Vasút, korábbi nevén Ókígyósi Uradalmi Vasút keskeny nyomközű gazdasági vasút volt Békés vármegyében a mai Szabadkígyós területén.

## Története

### Az első vasút
Még az Alföldi Első Gazdasági Vasút Kovácsháza–Békéscsaba vonalának elkészülte után 1899-ben kért engedélyt gróf Wenckheim Frigyes gazdasági vasút építésére, amivel az ókígyósi birtokait akarta összekötni a MÁV állomással. Az építésre az engedélyt megkapta. A vonal úgy épült ki, hogy az előbb becsatlakozott az AEGV vonalába, majd abból kiágazva érte el a kígyósi MÁV állomást. Az állomásra vezető vonalat azonban ismeretlen időben elbontották.

### A második vasút
Az Ókígyósi Gazdasági Vasút elődjét az Ókígyósi Uradalmi Vasutat 1922-ben építtette Wenckheim József a mai Szabadkígyós területén. Ezután 1922-ben a gróf ismét engedélyt kért az AEGV Ókígyós–MÁV Újkígyós állomások közötti lóvasúti vonal megépítésére. Miután engedélyt megkapta, a vonal részben a korábban felhagyott szakasz töltésén épült újjá, de már végig saját nyomvonalon jutott el az állomásra. A vasút gőzüzeművé alakítására az engedélyt 1924-ben kérte és kapta meg a gróf. A hálózatnak 5 vonala volt, ezek két ponton keresztezték az AEGV vonalát annak 75+51,2 és 84+28,7 szelvényében. A második világháború után a vasút rövid ideig az Ókígyósi Földműves Szövetkezet tulajdonába kerültek, majd 1949-ben a megalakuló Gyulai Gazdasági Vasutak Nemzeti Vállalat vette át a vonalak és a járművek üzemeltetését. A pálya leromlott állaga, a forgalom kampányszerűsége miatt, és mivel a vonalon személyforgalom nem bonyolódott, a vasutat 1954 nyarán elbontották.